# Пучков Василь Георгійович
Василь Георгійович Пучков (8 листопада 1909, Білгородська область, Росія — 25 грудня 1995, Київ) — український ентомолог, фахівець з клопів, професор (1966), доктор біологічних наук (1962), лауреат премії імені Д. К. Заболотного АН УРСР (1977). Автор близько 120 наукових праць, зокрема 8 монографій, 4 з яких у серії «Фауна України».

## Біографія
З 1953 року працював у Інституті зоології НАН України. Керував новоствореним Відділом загальної та прикладної ентомології Інституту зоології з 1959 по 1975 рік.